# 좋아하지도 않으면서
《좋아하지도 않으면서》(일본어: 好きでもないくせに)는 2018년에 대한민국에서 개봉한 일본의 드라마, 로맨스 영화이다.

## 출연진
주연
- 리코 - 코토코 역
- 네기시 타쿠야 - 리쿠 역
- 카와무라 료스케

조연
- 칸베 히로시
- 후지타 토모코